# Phare de l'île Vierge
Le phare de l'île Vierge est un phare maritime construit sur un îlot dénommé « île Vierge » à 1,4 km du lieu-dit de Kastell Ac'h, sur la côte bretonne. Situé sur la commune de Plouguerneau dans le Finistère, il est le plus haut phare d'Europe et le plus haut phare en pierre de taille du monde. Il est classé au titre des monuments historiques depuis le 23 mai 2011,.

## L'île Vierge

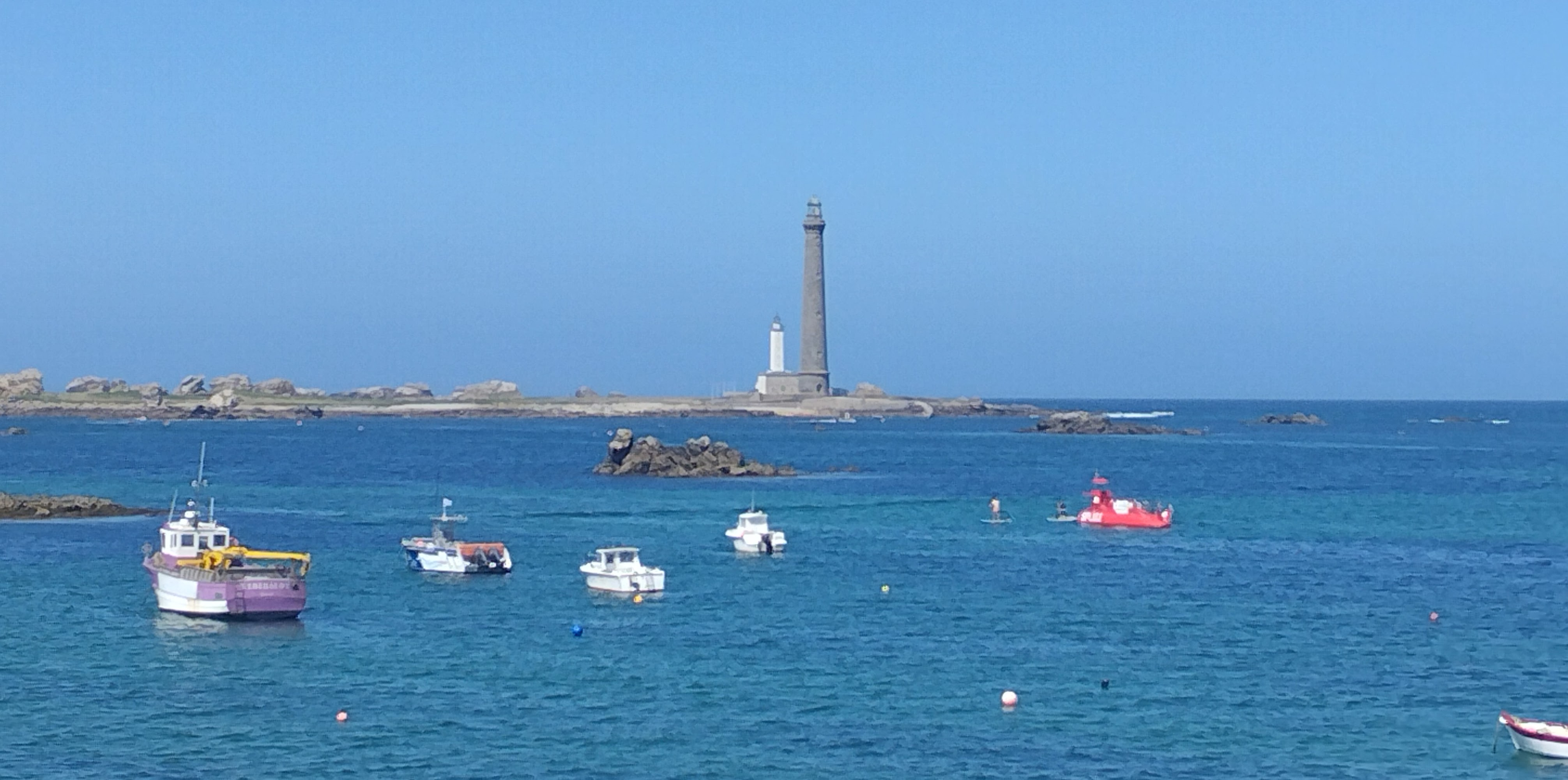
L'île Vierge vue de la côte.

L'île Vierge (en breton : Enez-Werc'h) marque la limite orientale entre la Manche et la mer Celtique. Située à environ 1,4 km au nord du lieu-dit de Kastell Ac'h, elle relève de la commune de Plouguerneau. Sa superficie est de 6 ha.
L'île aurait été un ancien sanctuaire druidique. Au XVe siècle, les frères mineurs cordeliers y fondèrent un couvent ; une partie des moines, « ce lieu estant devenu inhabitable à cause de sa stérilité et du peu de moyen qu'il y avoit de l'avictuailler de la grande terre », quitta l'île pour fonder le monastère de Saint-François de Cuburien en 1531 ; d'autres y restèrent une soixantaine d'années avant de s'installer en 1509 à l'abbaye Notre-Dame-des-Anges à l'Aber Wrac'h. Le nom de l'île vient probablement du fait que la chapelle du couvent avait été dédiée à la Vierge Marie.
Par la suite, l'île Vierge sert de point de défense de la côte, avant d'être achetée en 1844, avec ses dépendances, son droit de pâture et de sécherie du goémon par l'État au sieur Goyon de Coëpel.

Images de l'île Vierge
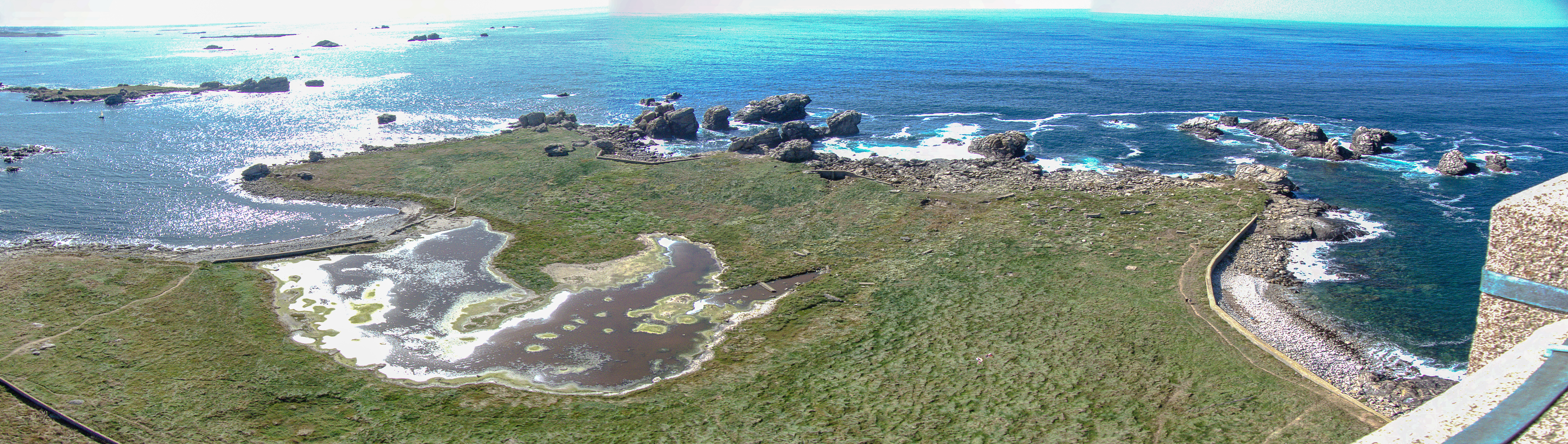
La partie nord-ouest de l'île vue du sommet du phare.
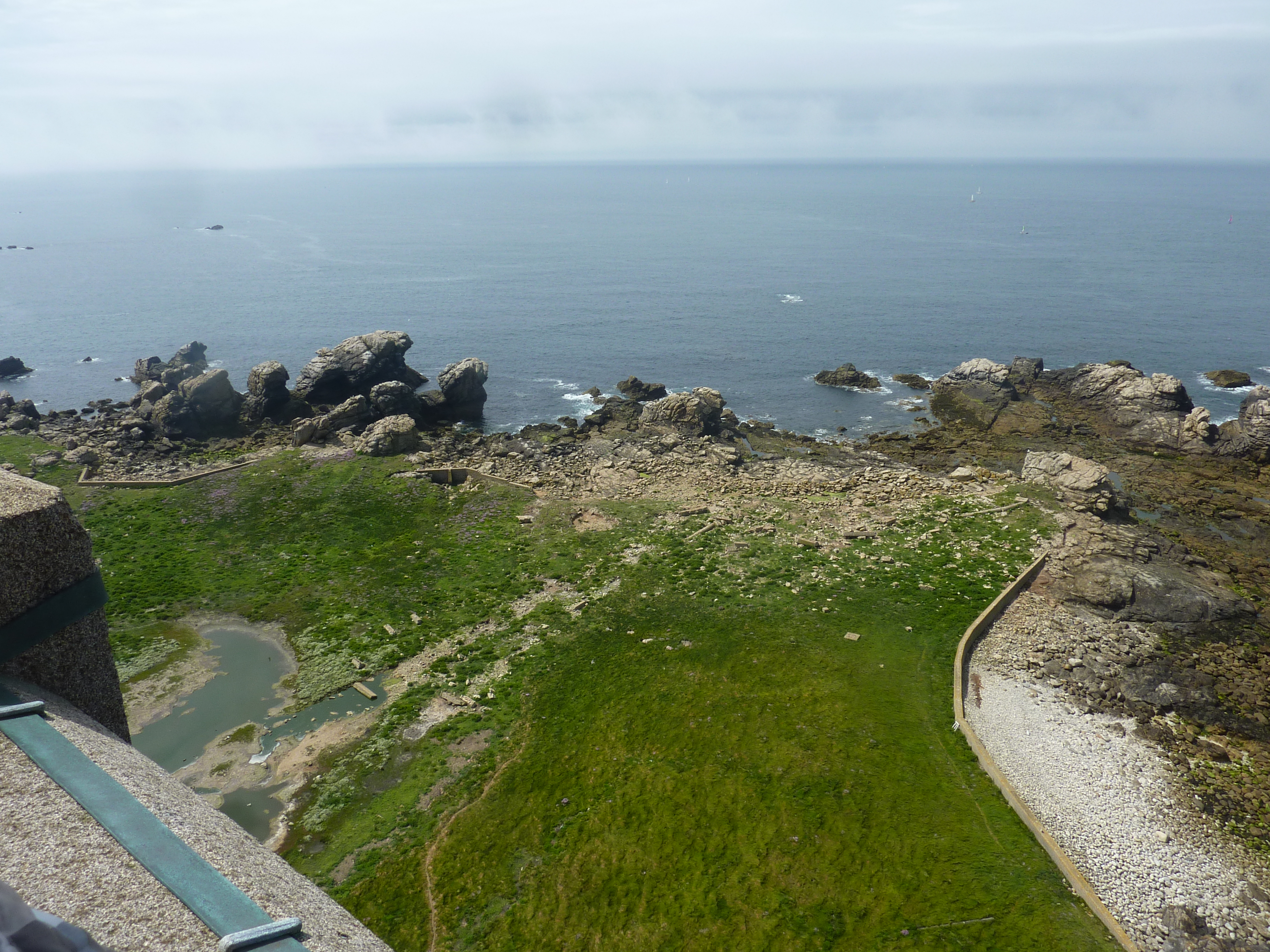
La partie sud-est de l'île vue du sommet du phare.
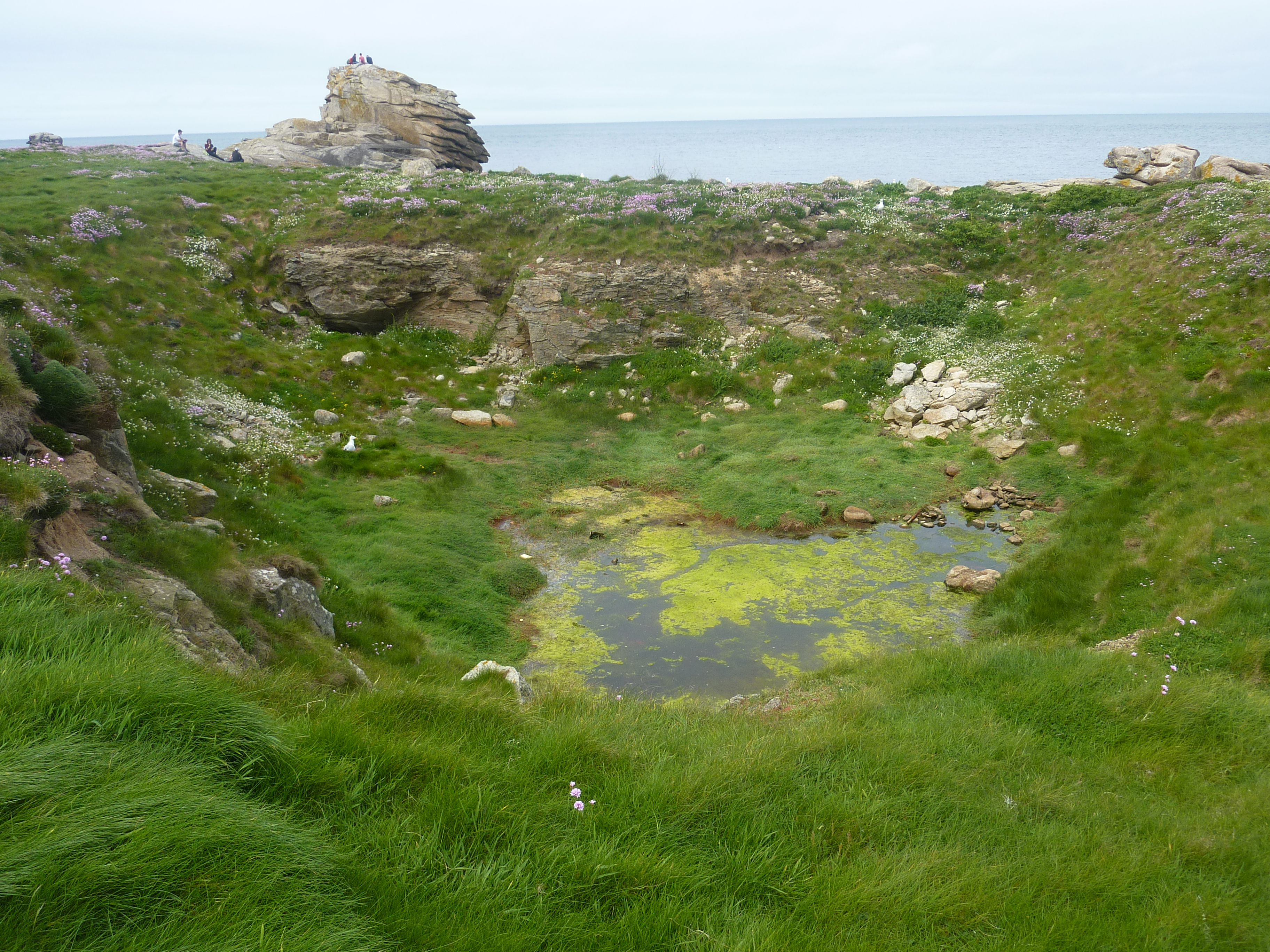
Paysage de l'île : ancienne carrière ayant servi lors de la construction du grand phare.
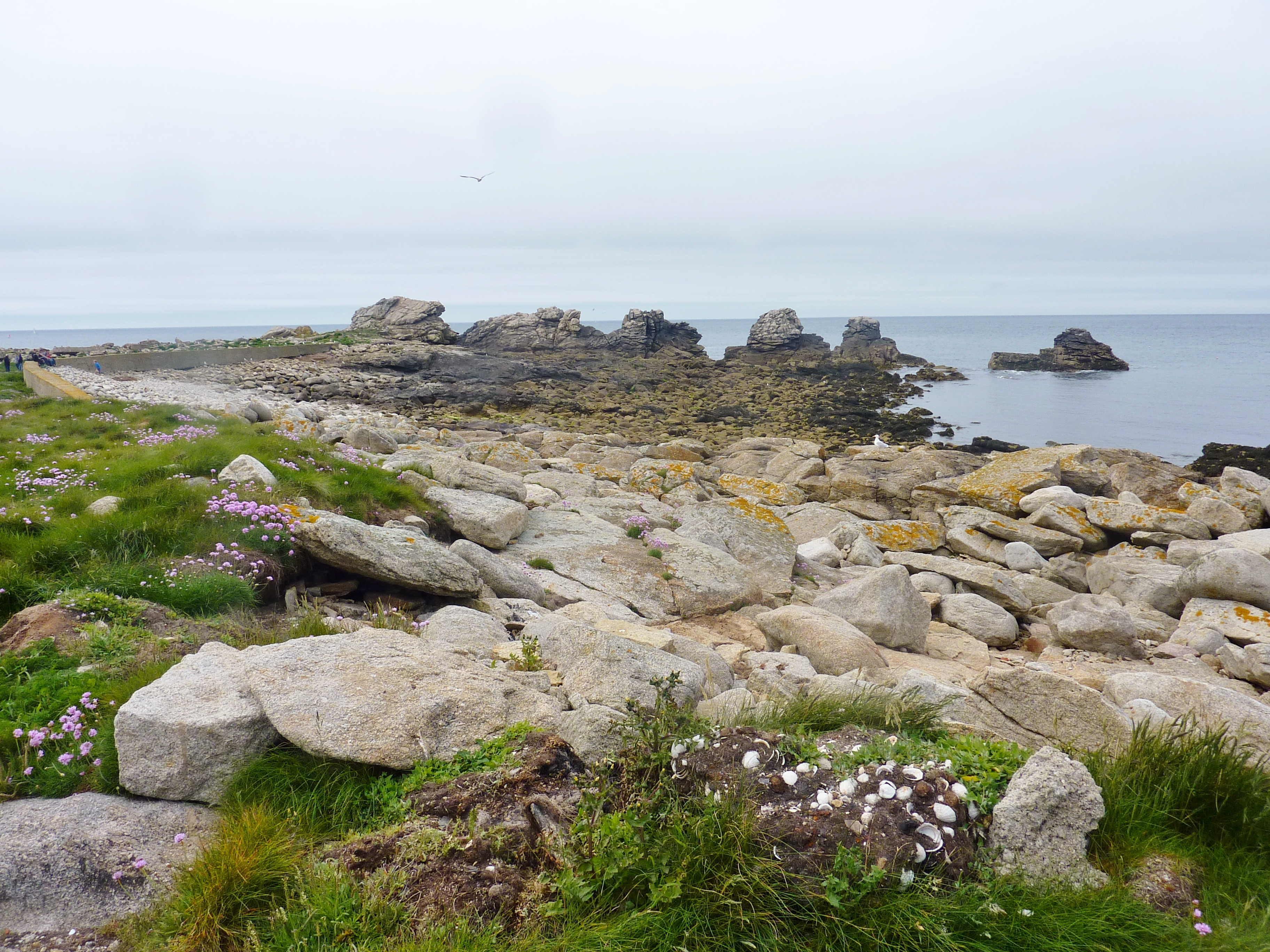
Rochers de l'île Vierge.
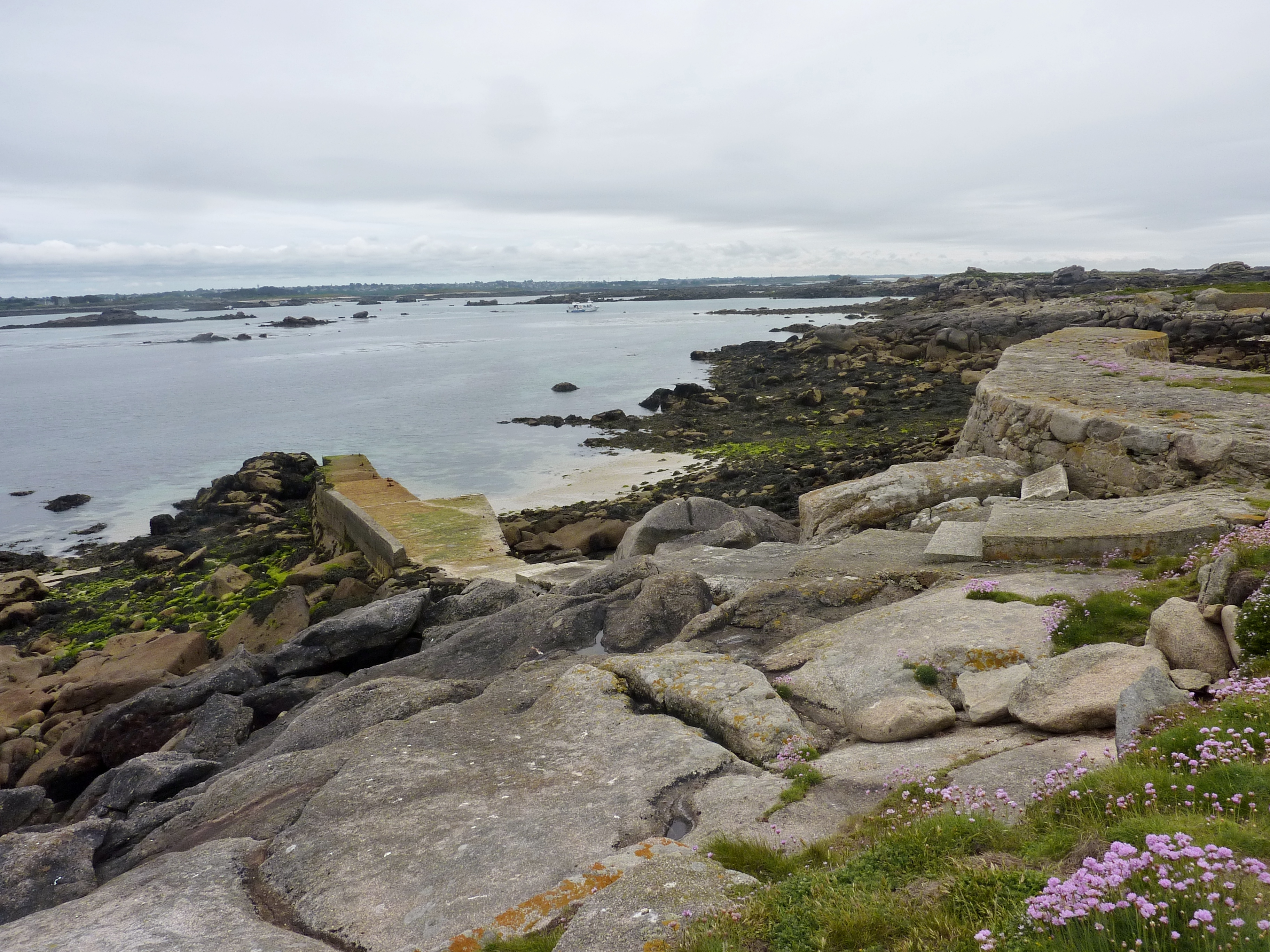
Plouguerneau : le port de l'île Vierge.
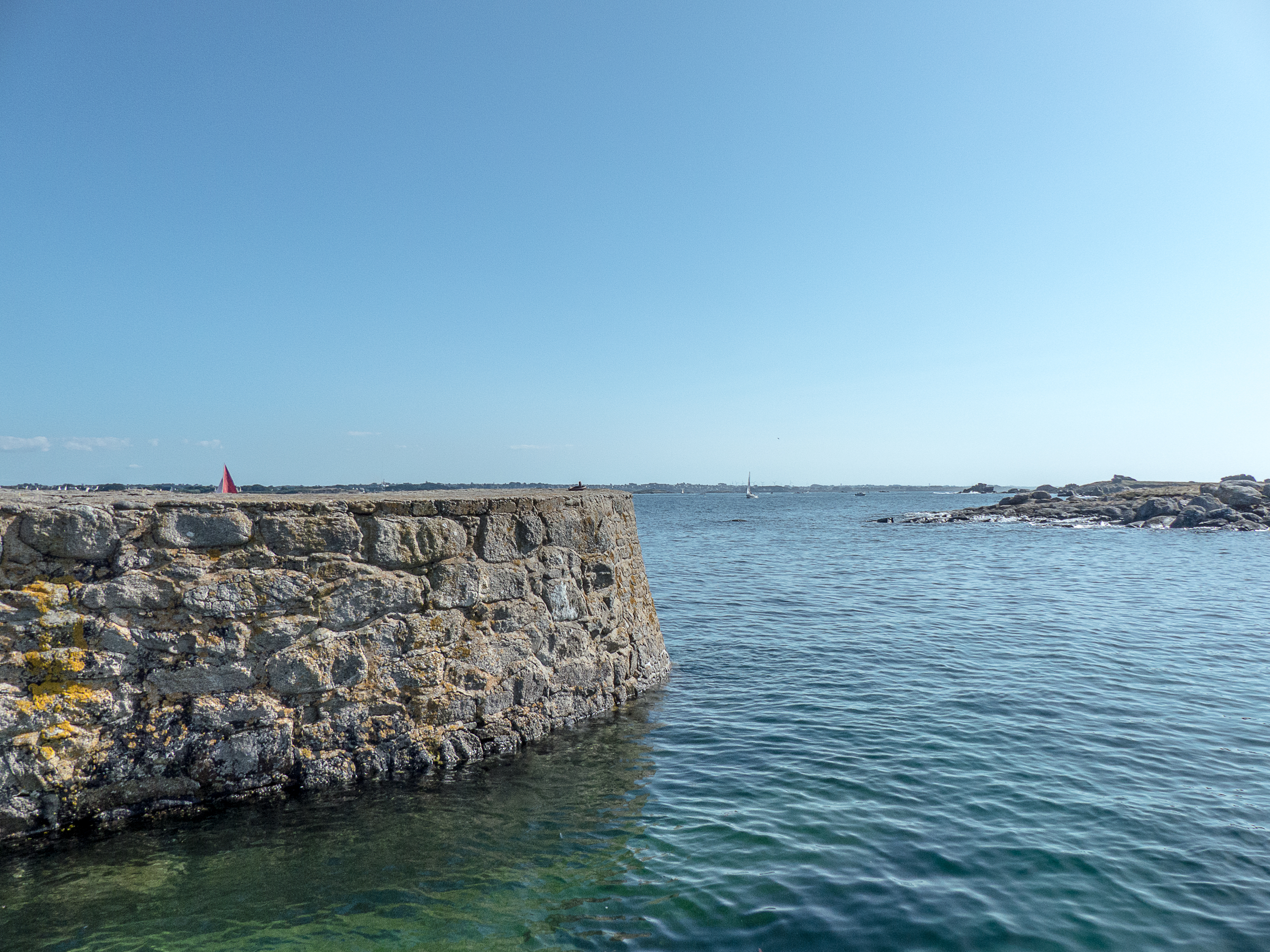
Le quai du port de l'île Vierge.
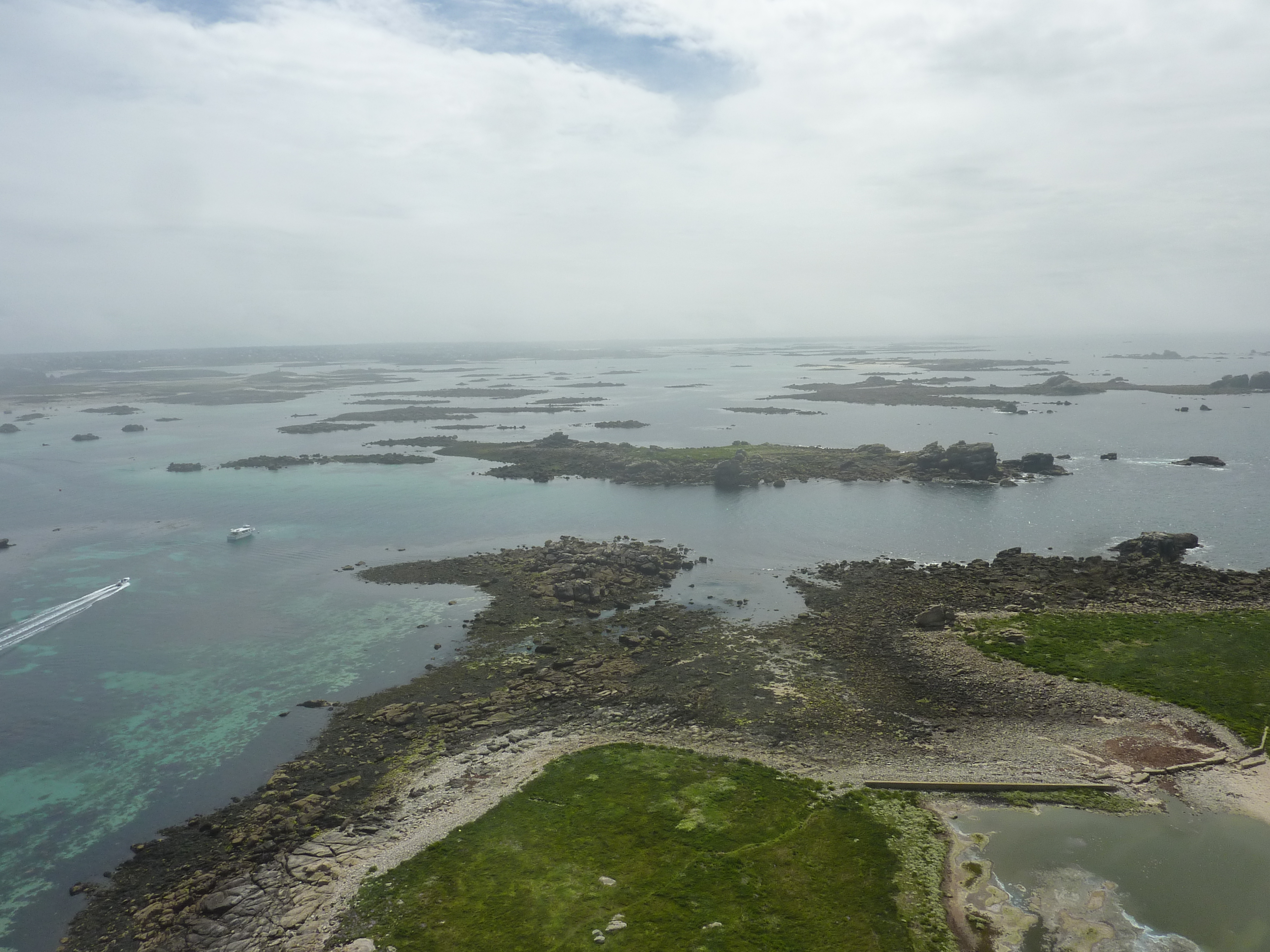
Plouguerneau : écueils avoisinant l'île Vierge vus du sommet du grand phare (au premier plan, l'île Valan).
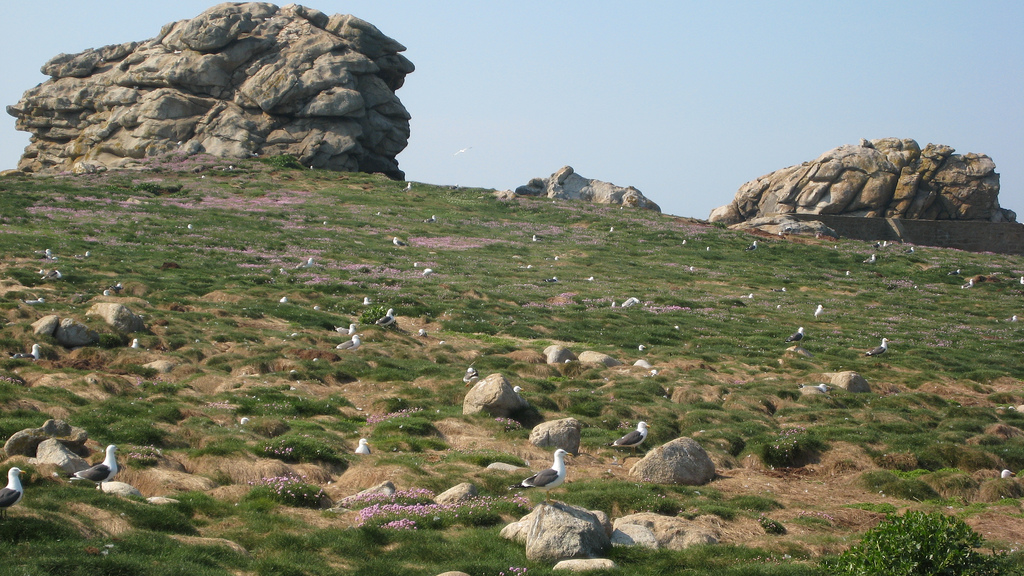
Nids de goélands sur l'île.
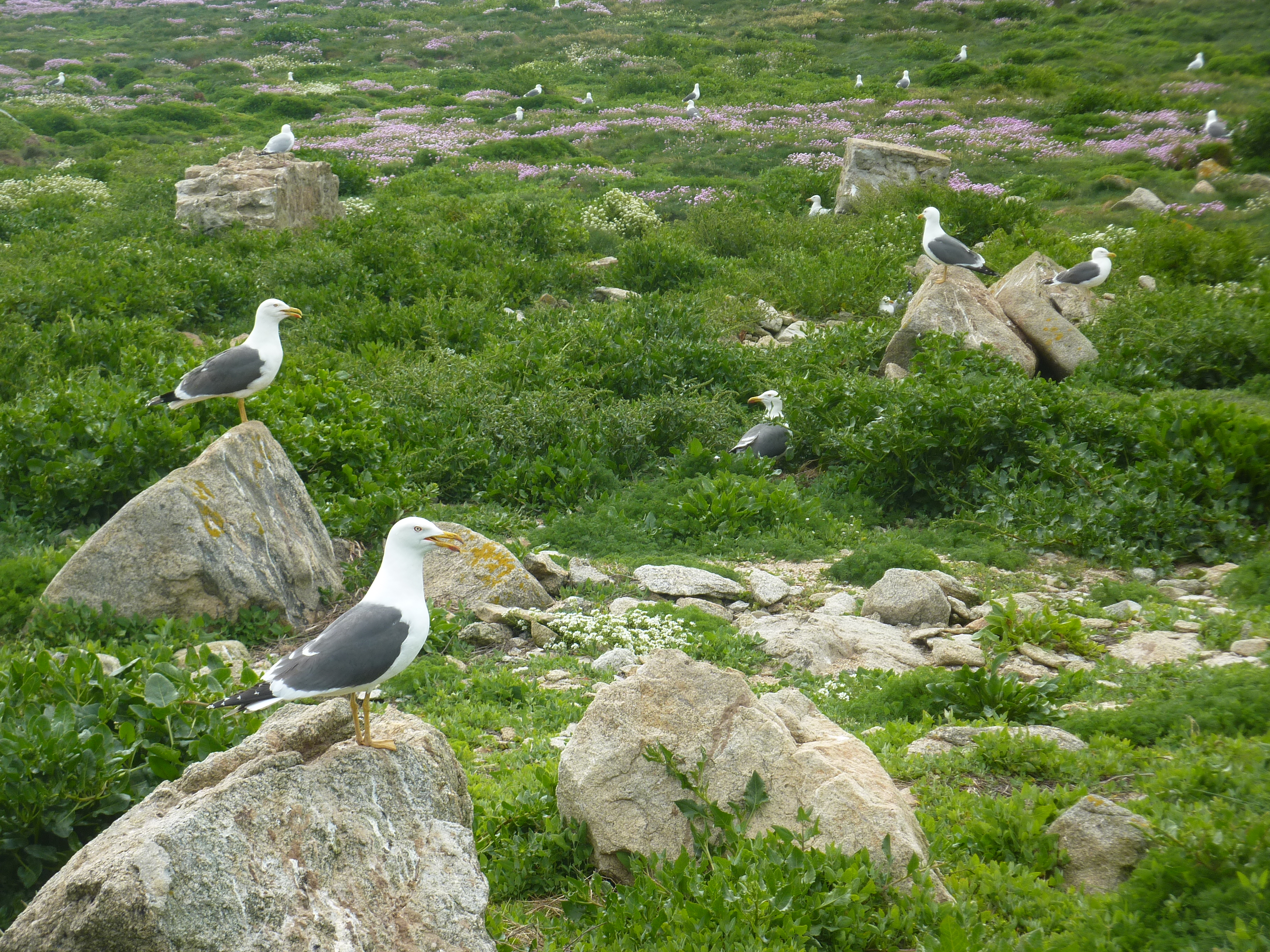
Goélands en période de nidification sur l'île.
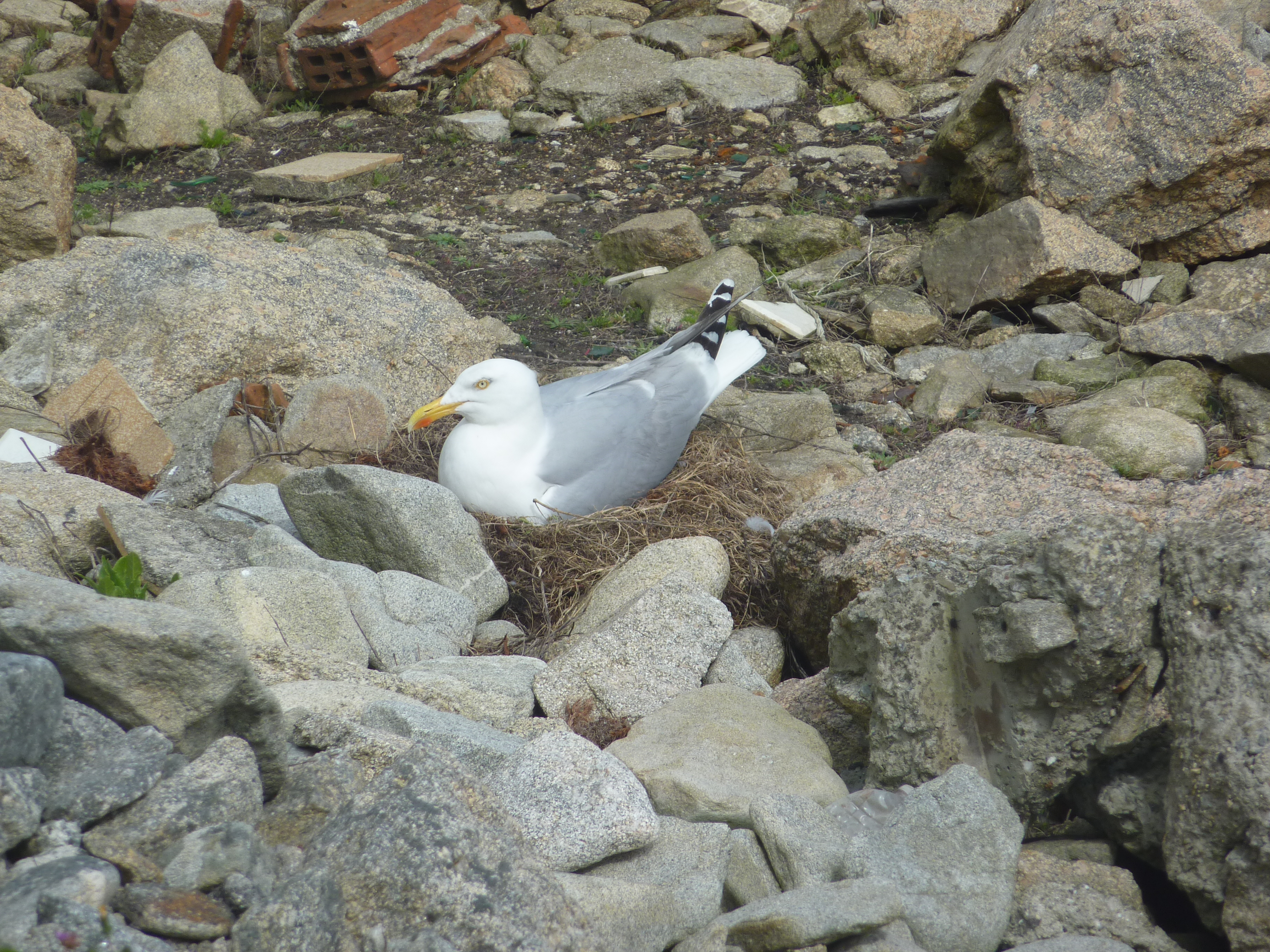
Goéland sur son nid.

## Ancien phare
Construit entre 1842 et 1845 à partir de pierres granitiques prises sur place, c'est une tour carrée haute de 33 mètres, avec à sa base un bâtiment rectangulaire de deux étages. Servant, ainsi que le sémaphore de l'île Wrac'h et le feu du clocher de Plouguerneau à signaler l'entrée de l'Aber Wrac'h, il est allumé pour la première fois le 15 août 1845. Son premier feu était un feu fixe blanc ayant une portée de 14 milles. Équipé selon le système de Fresnel, il fonctionna d'abord à l'huile de colza, puis aux huiles minérales.
Vers la fin du XIXe siècle, son manque de puissance et l'impossibilité d'installer un feu plus performant conduisirent à son remplacement par un plus grand édifice. Son feu resta en activité pendant la durée des travaux du phare actuel.
Il était aussi doté d'une corne de brume. Elle n'est plus en activité aujourd'hui. La sirène actuelle a 1 200 W de puissance.
L'ancien phare sert désormais d'amer.
Les logements de gardiennage y sont installés. Un radiophare complète l'installation.

L'île Vierge : le phare de 1845
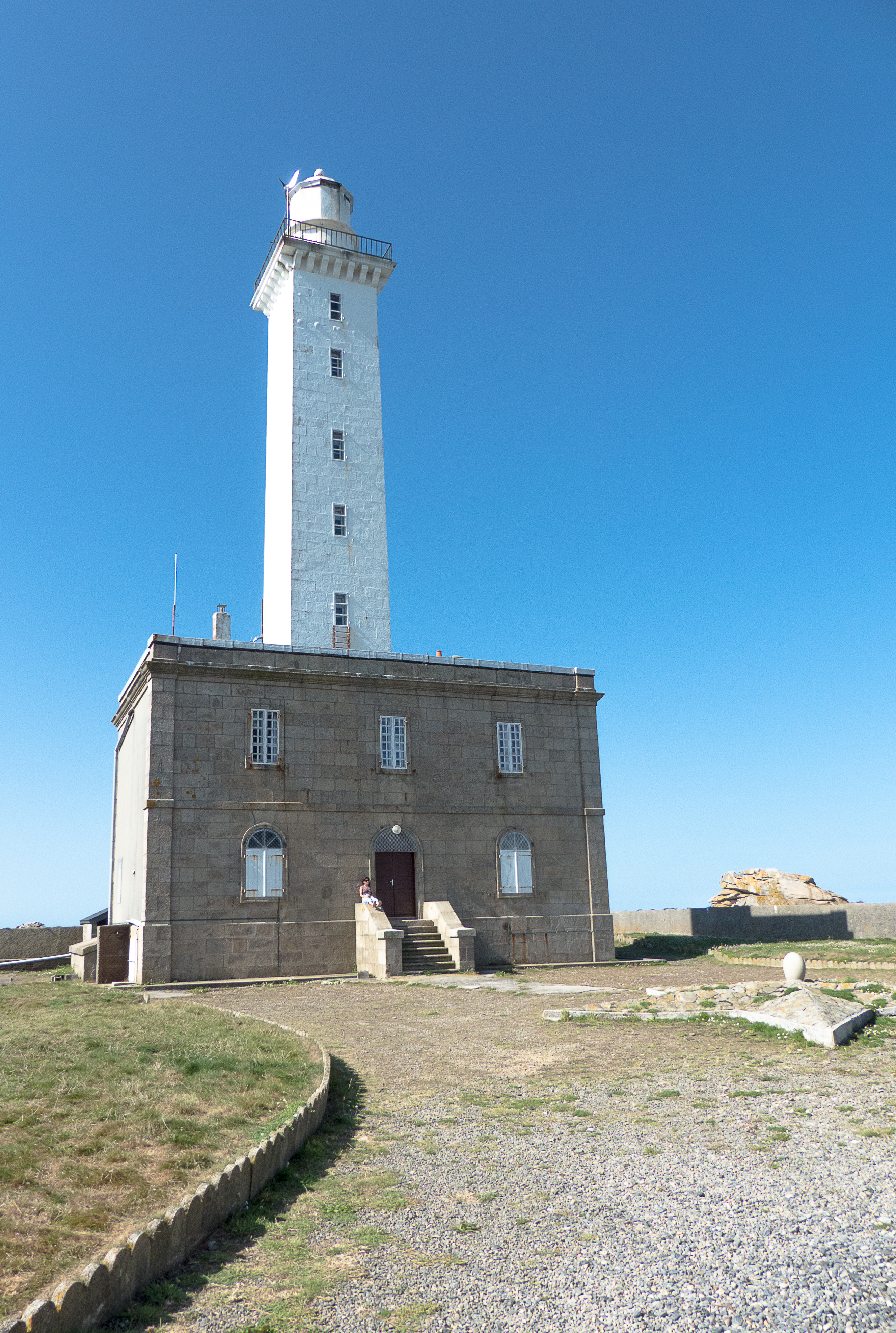
Le phare et la maison des gardiens.
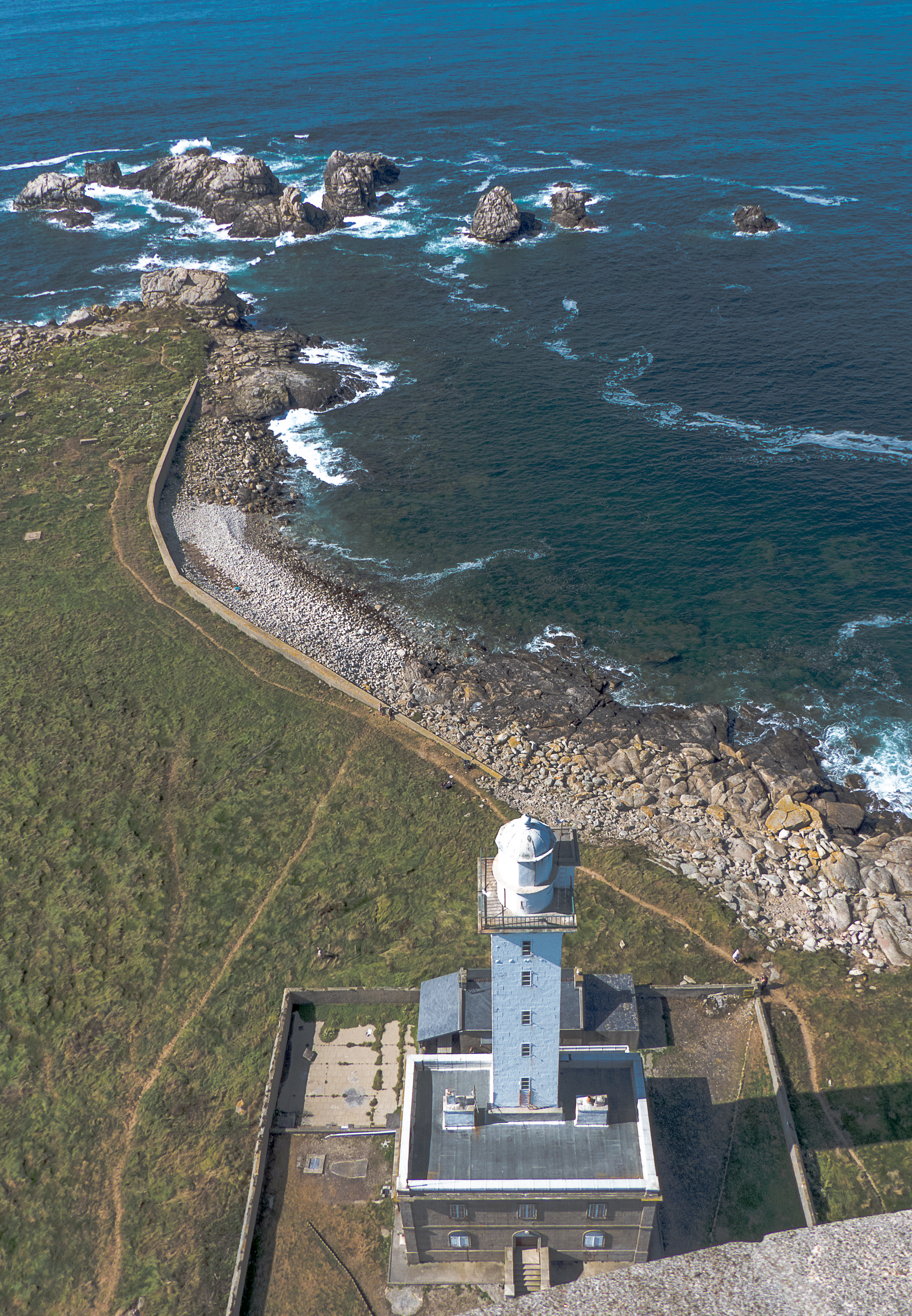
Le phare de 1845 vu du sommet du grand phare.
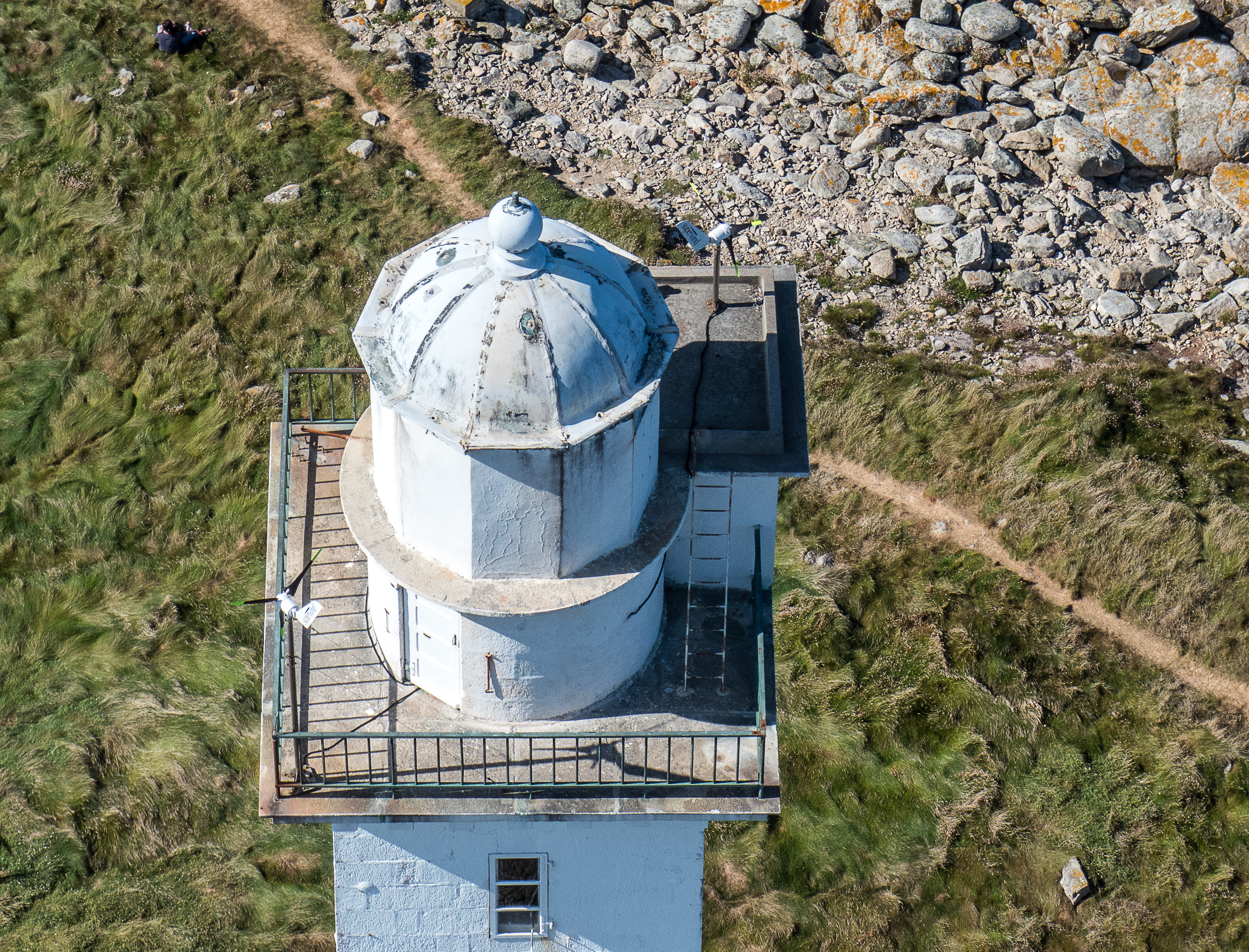
Le sommet du phare de 1845 vu du sommet du grand phare.

## Phare actuel

### La construction du phare
Charles Le Goffic, dans la revue Le Monde illustré décrit le chantier :

« Sept maçons et dix-huit manœuvres participaient, en 1899, à la construction du phare. Les maçons viennent du Cap Sizun qui est renommé en Bretagne pour l'excellence de ses ouvriers. Payés à raison de 4 fr. 50 par jour, ils habitent l'île été comme hiver. L'entrepreneur des travaux, M. Le Corre, a fait construire pour eux des baraquements en planches (...). Une cantine est annexée aux baraquements : contre une faible somme mensuelle de huit francs, les maçons y font tremper leur soupe trois fois par jour. Quant aux manœuvres, qui sont presque tous des pêcheurs sans emploi, leur salaire varie entre 2 fr. et 2 fr. 50. La plupart sont de Plouguerneau ; ils apportent leurs provisions avec eux et une barque les ramène à terre chaque soir. »

La construction du grand phare de l'île Vierge (clichés de 1899)
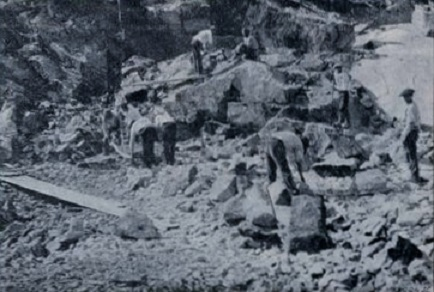
La carrière de moellons au pied du phare.
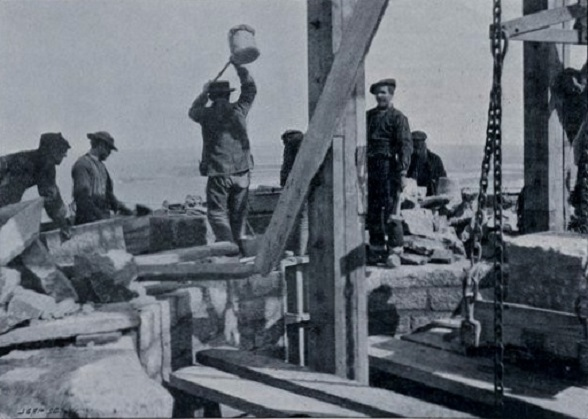
Travaux à 45 m au-dessus du sol.
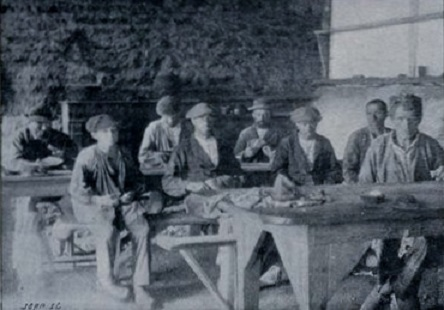
La cantine des ouvriers.

### Les caractéristiques du phare
Construit de 1897 à 1902, d'une hauteur de 82,5 m, il est le plus haut phare d'Europe et le plus haut phare en pierre de taille du monde (le plus haut, en béton et acier, est le phare de Djeddah, construit en Arabie saoudite de 1987 à 1990),. Il balaie tout le nord du Finistère à 52 km à la ronde, pouvant être visible à mi-Manche par temps favorable. Une chemise en briques de champs revêt le parement intérieur de la tour, tapissée d'une surface de 900 m2 de 12 500 plaques d'opaline bleu azur provenant des usines Saint-Gobain.
C'est une tour à triple paroi, tronconique à l'extérieur, cylindrique à l'intérieur, en moellons de granit, sur un soubassement de pierre supportant une lanterne de grande taille.
Il y a au total 397 marches : 5 marches en granit à l'extérieur du phare pour passer du socle à la tour ; 360 marches suspendues en pierre de taille, toutes uniques et faites sur mesure, pour monter au sommet de la tour cylindrique ; 32 marches en fer pour atteindre la lanterne.
On peut visiter le grand phare, l'accès à l'île se faisant par bateau ou à pied (uniquement lors des grandes marées).
Il a été électrifié en 1956 et doté d'aérogénérateurs en 1967, ces derniers étant finalement retirés en 1994.
La dernière relève de gardiens a eu lieu le vendredi 29 octobre 2010, après quoi le phare est devenu totalement automatisé. Il est télé-contrôlé depuis le phare du Créac'h sur l'île d'Ouessant.

Vues du grand phare de l'île Vierge
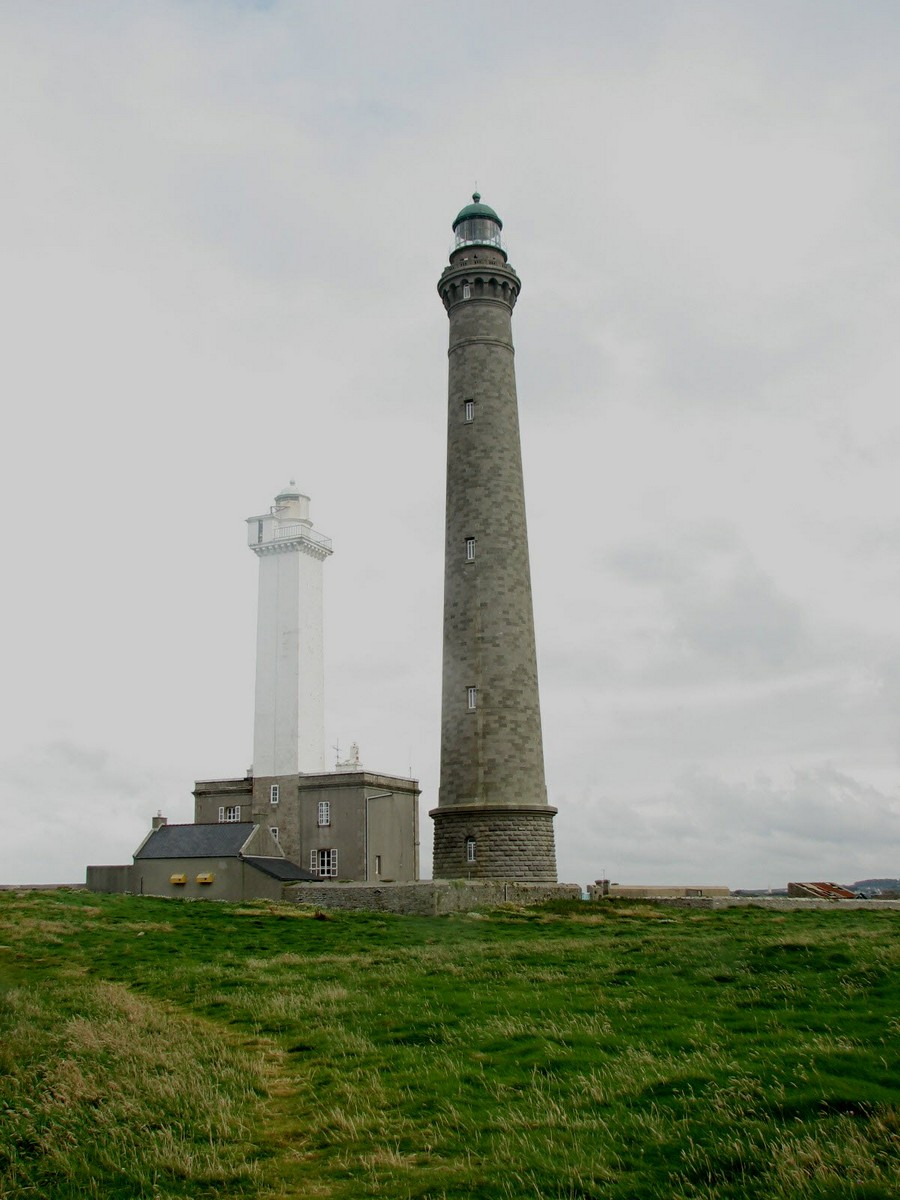
Avec le phare de 1845 (de couleur blanche) en arrière plan.
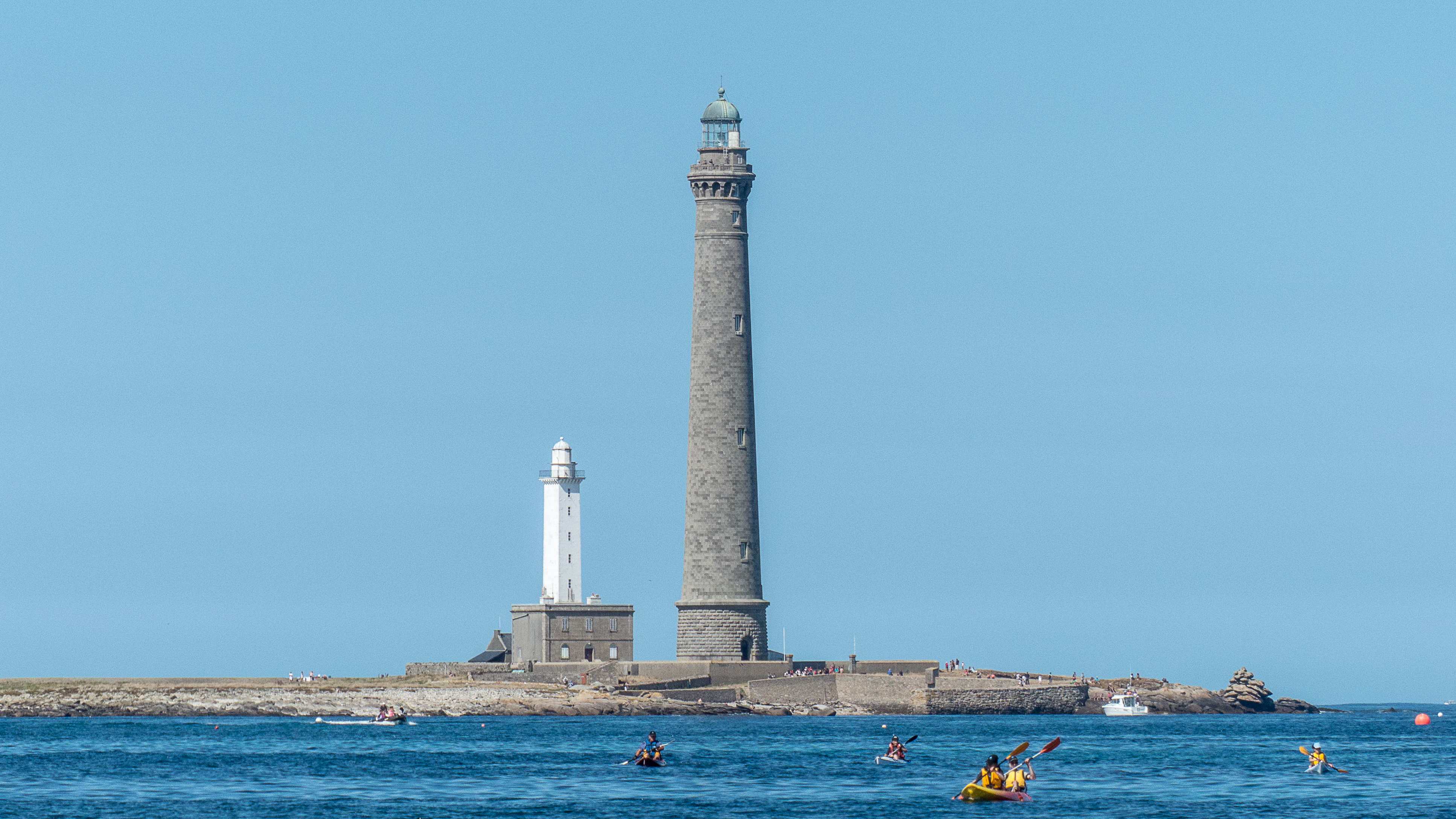
Avec le phare de 1845 en arrière plan.
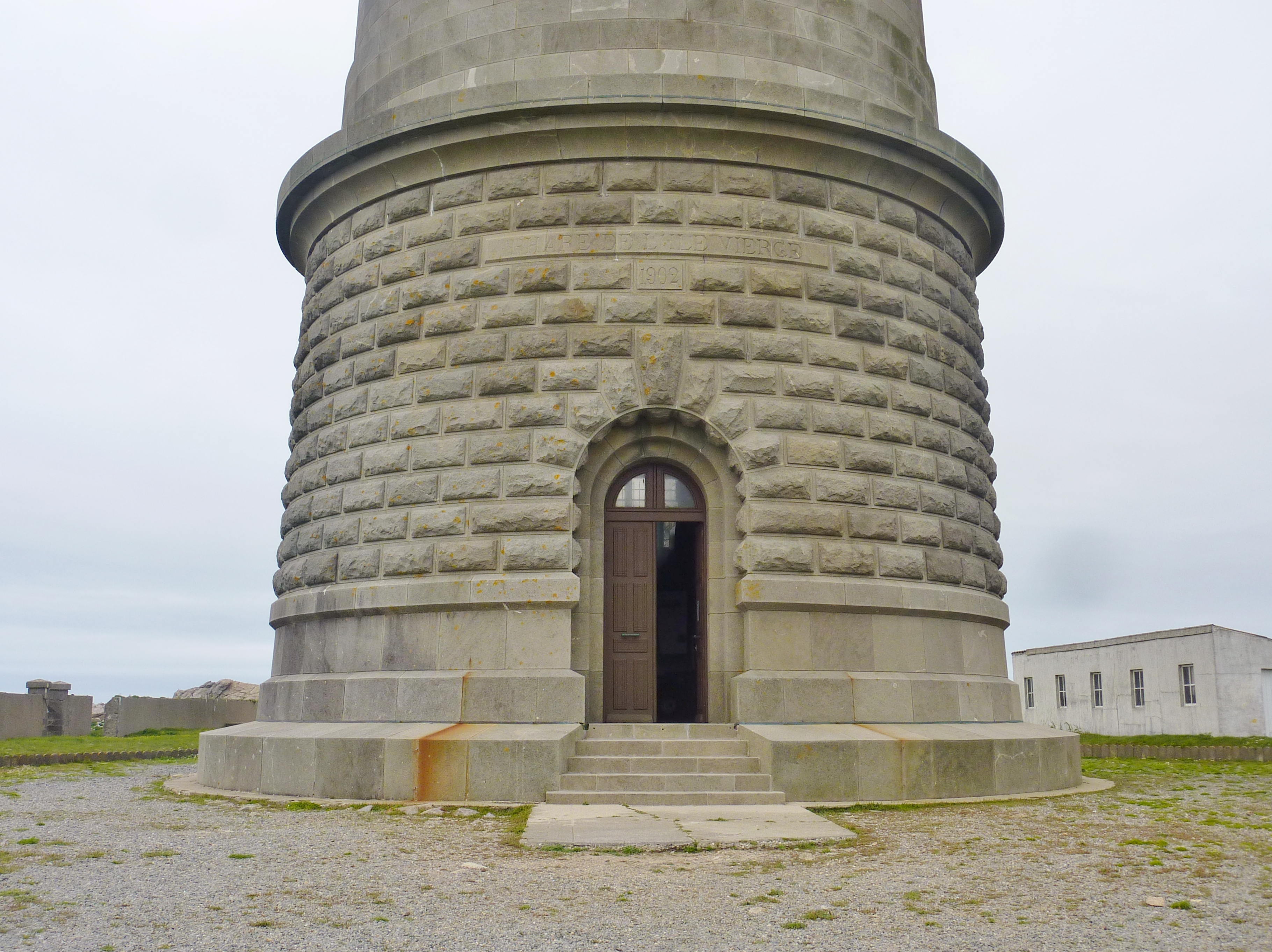
La base et l'entrée.
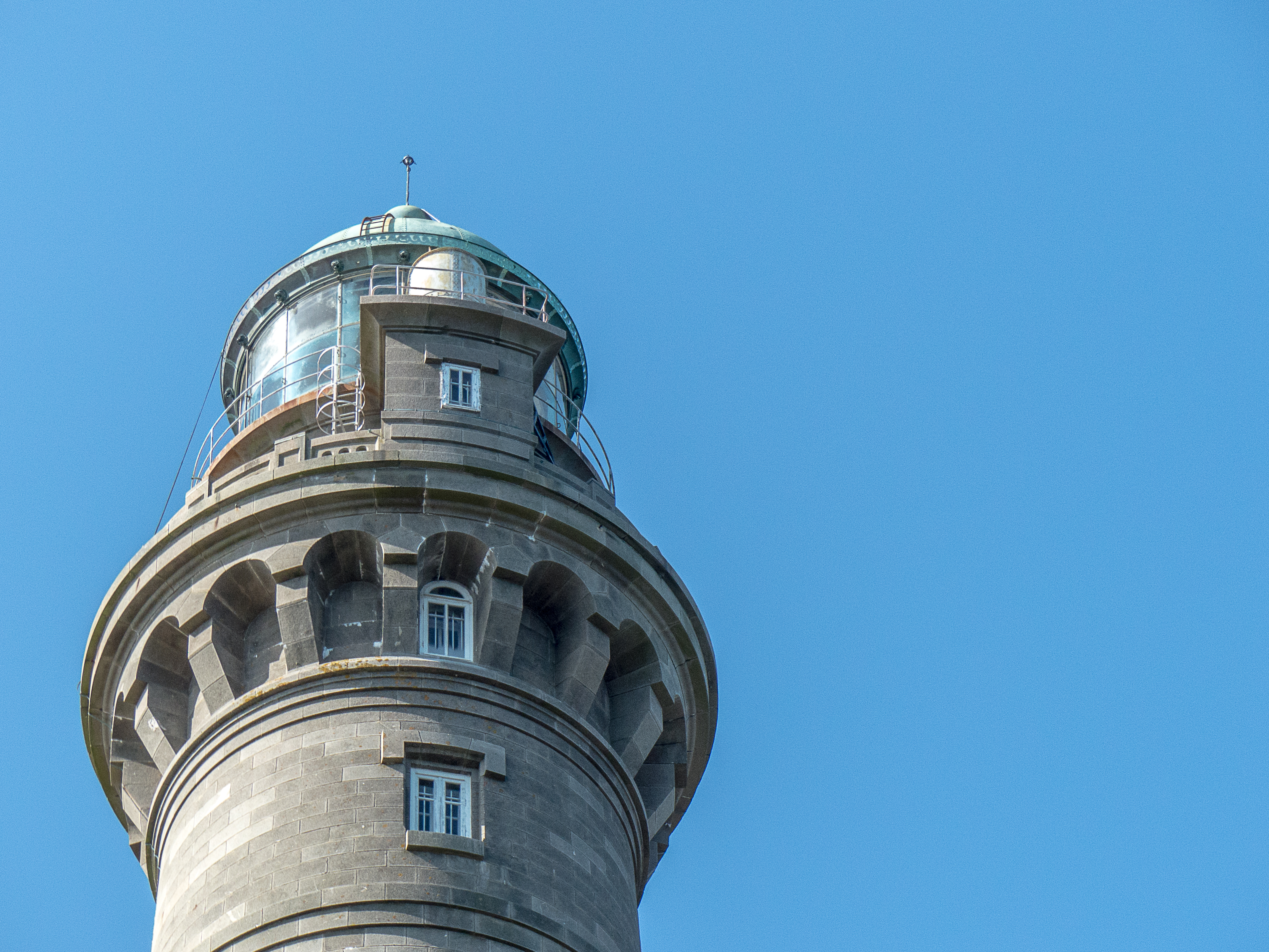
La partie sommitale.
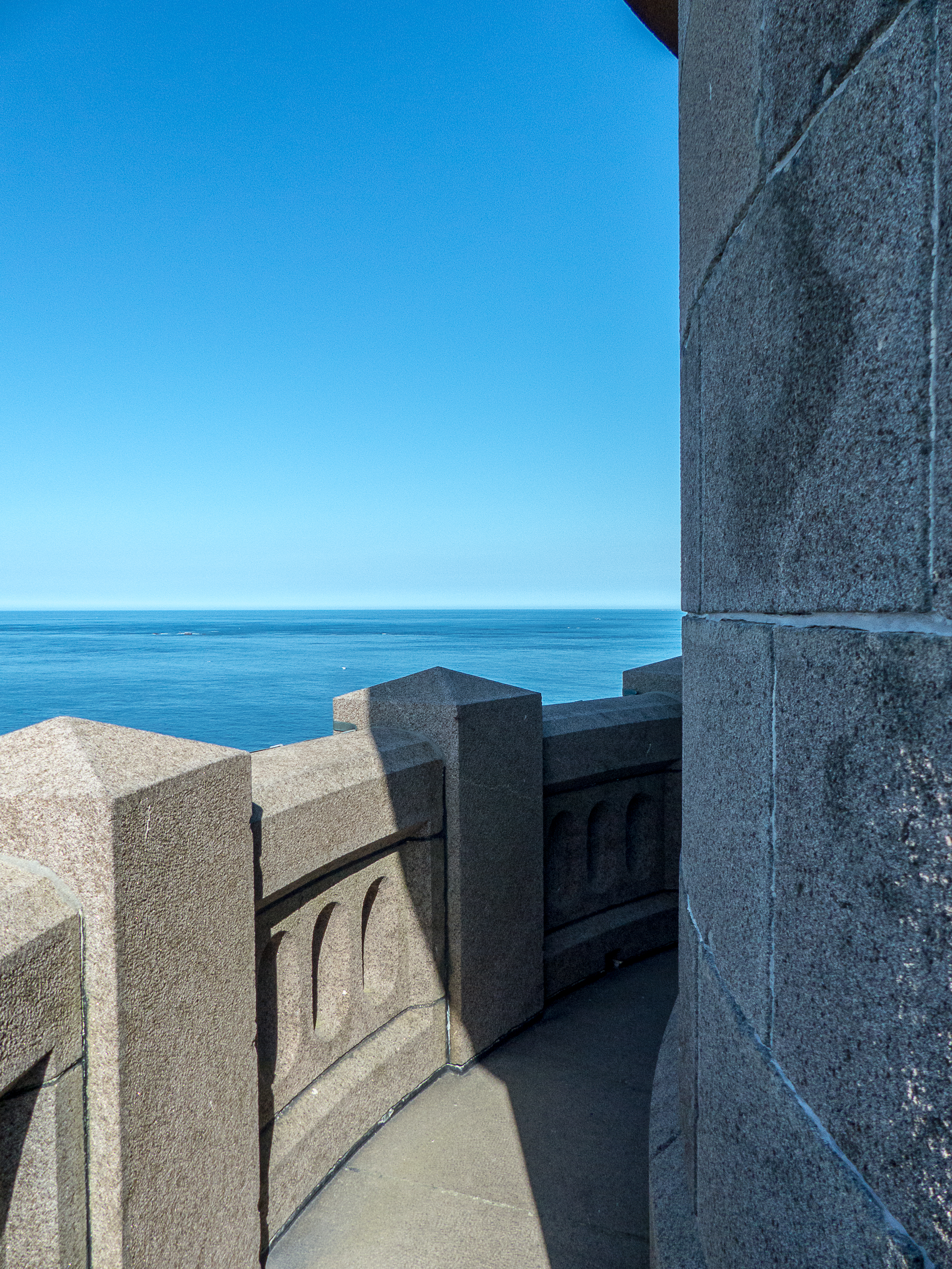
Galerie sommitale accessible au public.
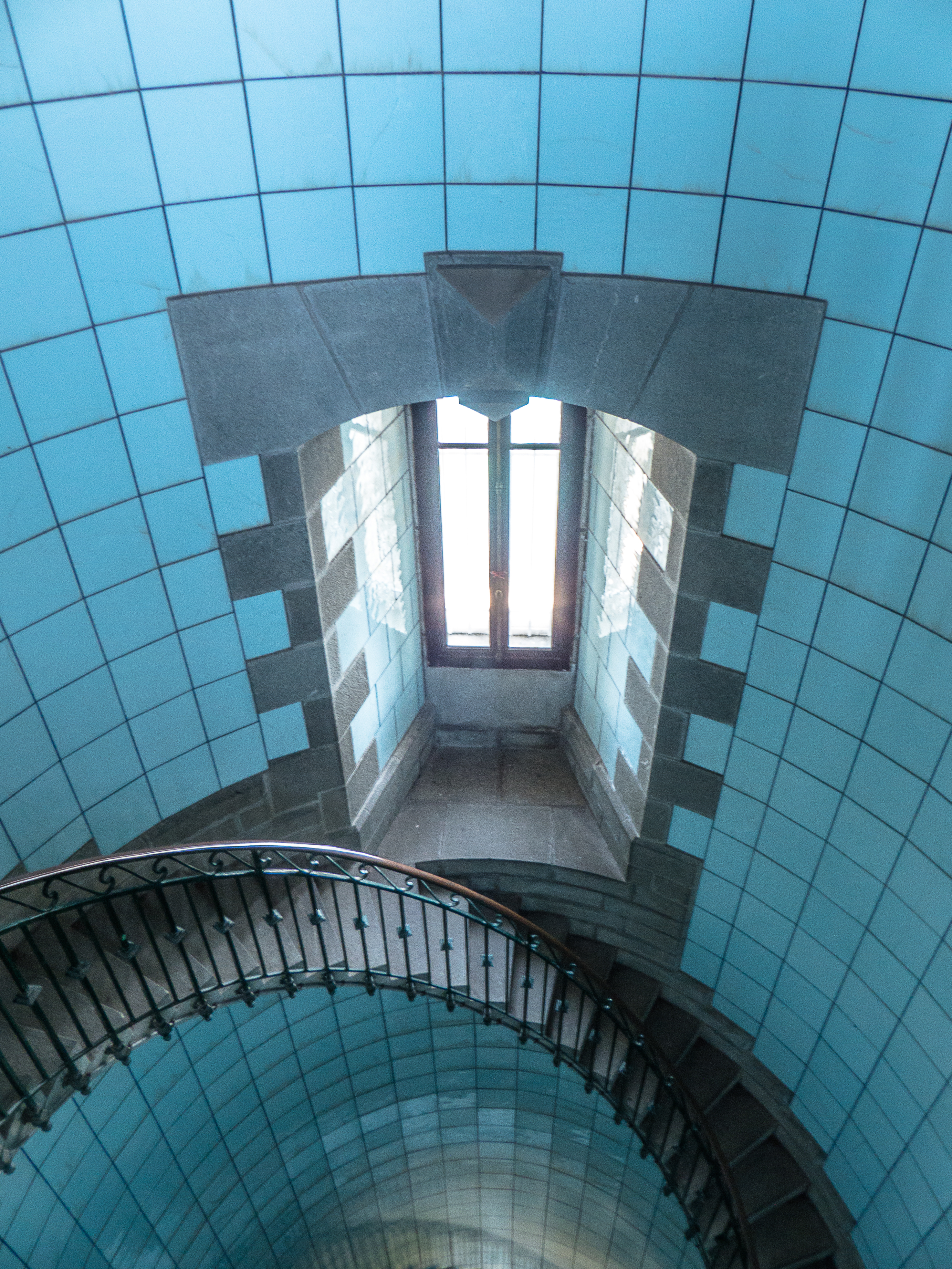
L'escalier intérieur.
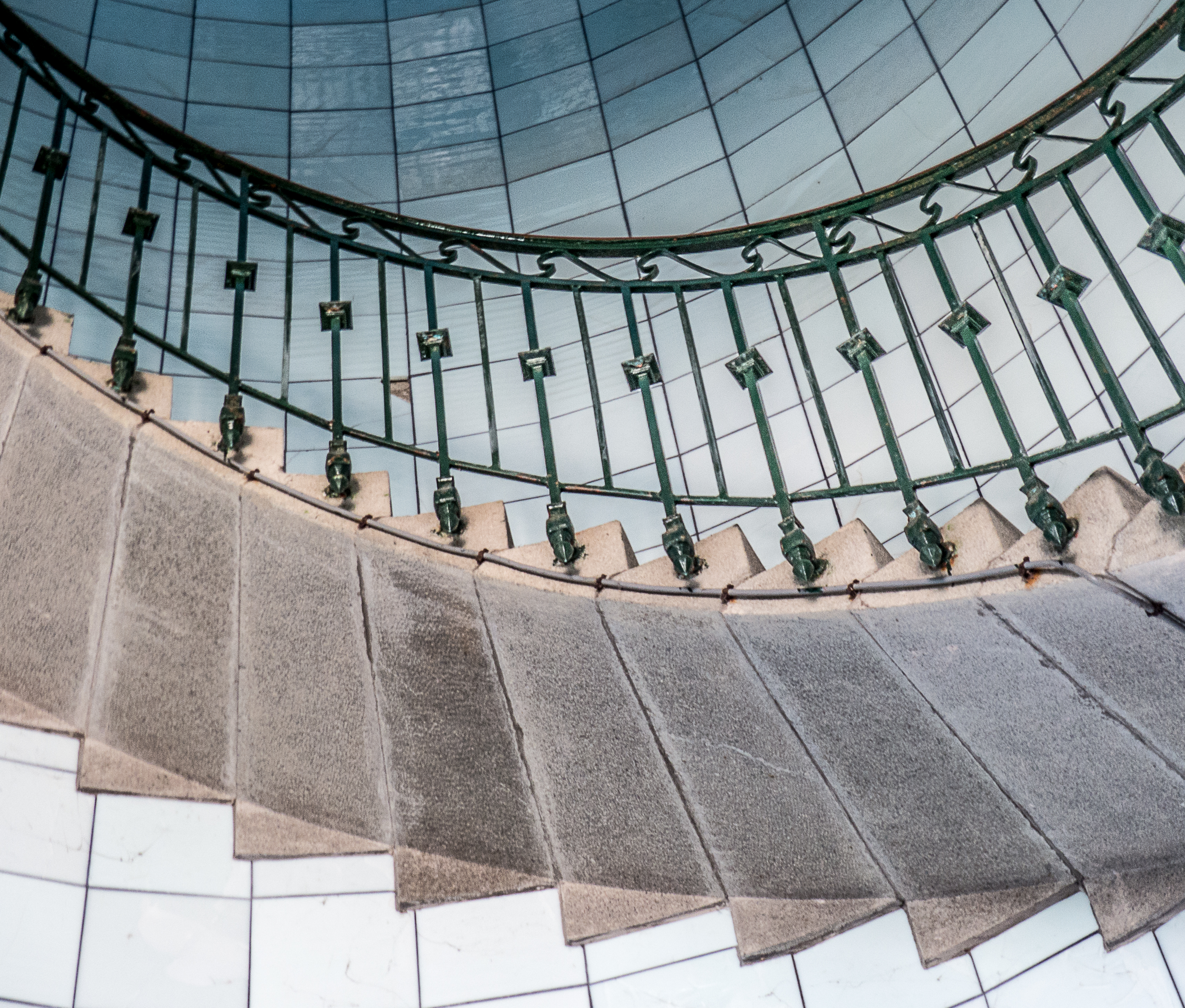
L'escalier intérieur.
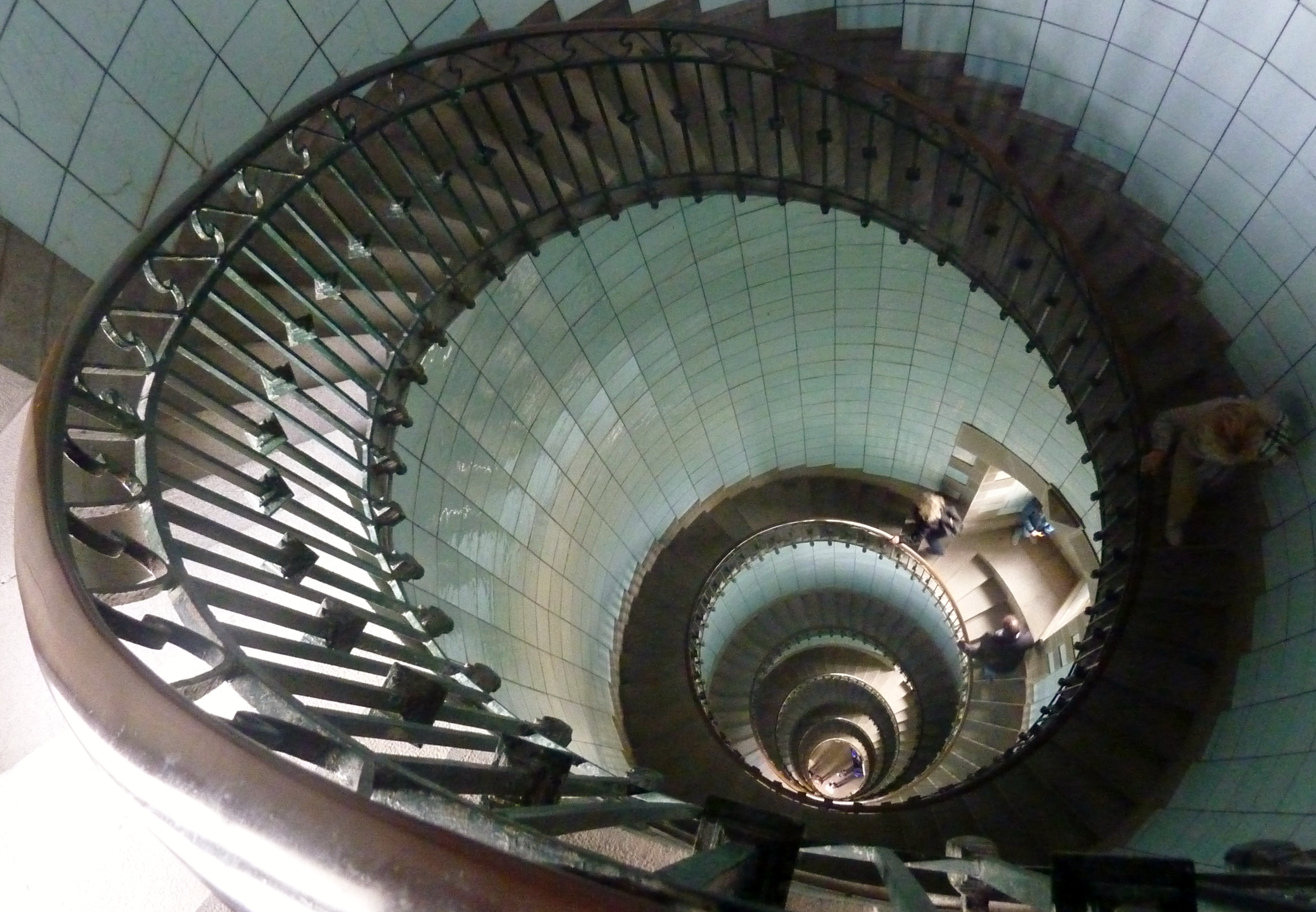
L'escalier intérieur : vue plongeante.
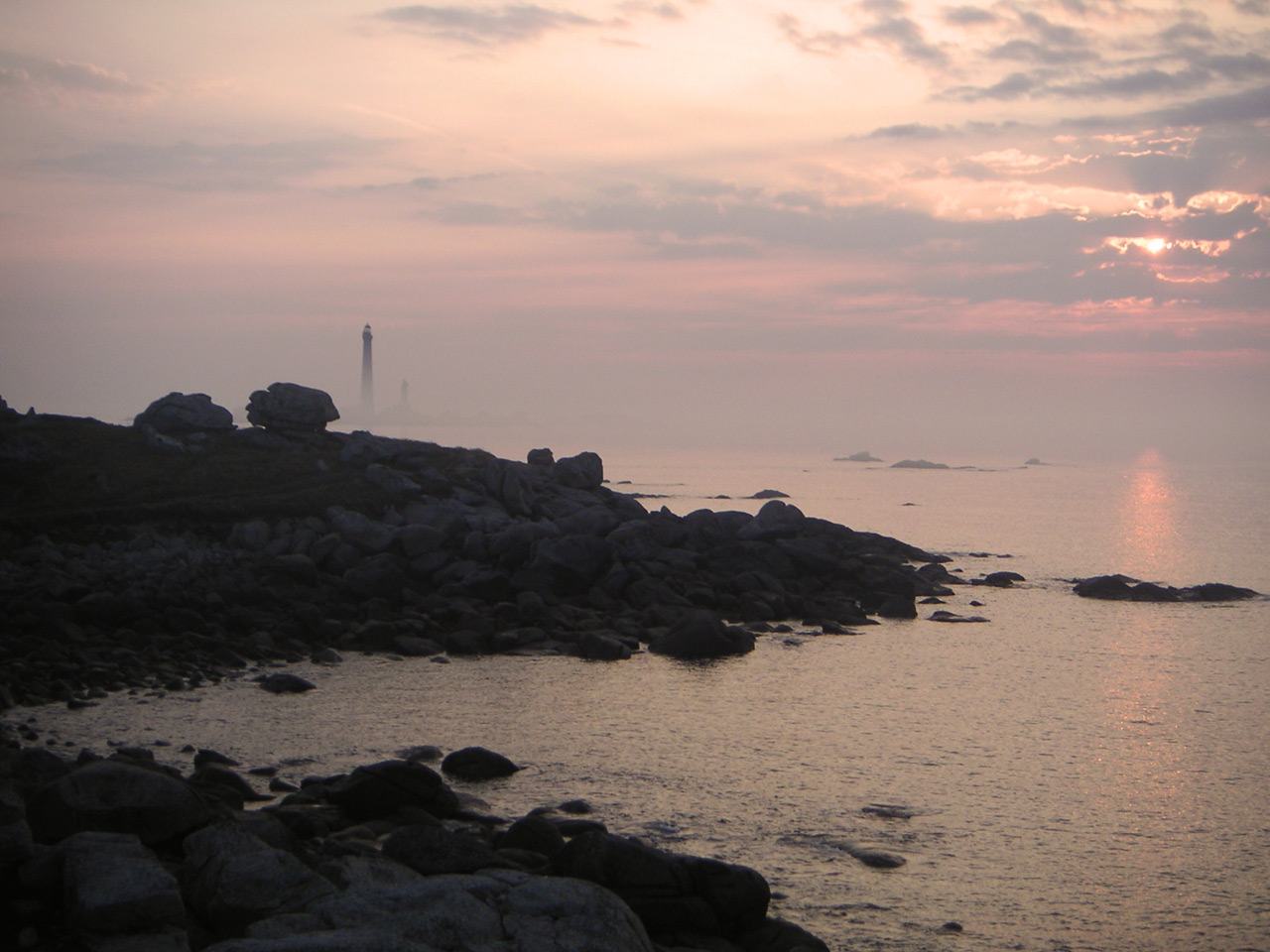
Au soleil couchant, un peu visible sur la gauche.

## Tourisme
À l'issue d'un chantier d'adaptation de 33 mois de travaux, l'ancienne maison des gardiens au pied du phare est transformée en écogîte.